# I Want More (Shotgun Messiah)
I Want More è un EP degli Shotgun Messiah, uscito nel 1992 per l'etichetta discografica Combat/Relativity Records.

## Tracce
1. I Want More - 4:20
2. Search and Destroy - 3:30 (The Stooges Cover)
3. 53rd & 3rd - 2:47 (Ramones Cover)
4. Babylon - 3:14 (Johansen, Thunders) (New York Dolls Cover)
5. Nobody's Home - 4:27

## Formazione
- Tim Sköld - voce
- Harry Cody - chitarra, cori
- Bobby Lycon - basso, cori
- Stixx - batteria